# Rudolf Brändle (Theologe)
Rudolf Brändle (* 25. August 1939 in Aarau) ist ein Schweizer evangelisch-reformierter Theologe und war Professor für Neues Testament und Alte Kirchengeschichte an der Universität Basel. Sein Forschungsschwerpunkt liegt bei der frühen Kirchengeschichte und beim Neuen Testament.

## Leben
Nach dem Schulbesuch im Kanton Aargau studierte Brändle evangelische Theologie in Basel, Göttingen und an der Sorbonne in Paris. Anschliessend wirkte er von 1964 bis 1974 als Pfarrer in Kilchberg BL. 1972 wurde er in Basel promoviert, danach besuchte er 1973 einen Lehrkursus in Israel. Von 1974 bis 1977 war er Habilitationsstipendiat des Schweizerischen Nationalfonds und wirkte anschliessend als Pfarrer der Basler Leonhardsgemeinde. Nach seiner Habilitation 1978 wurde er zum Privatdozenten ernannt.
1985 nahm Brändle einen Ruf als Professor für Neues Testament und Alte Kirchengeschichte an die Universität Basel an und gab sein Pfarramt auf. Von 1986 bis 1993 war er Zentralpräsident der Christlich-Jüdischen Arbeitsgemeinschaft, von 2000 bis 2003 Präsident der Konkordatsprüfungsbehörde. 2006 wurde er emeritiert.

## Werke

### Als Alleinautor
- Die Ethik der Schrift an Diognet. Eine Wiederaufnahme paulinischer und johanneischer Theologie am Ausgang des zweiten Jahrhunderts. AThANT 64. Zürich 1975
- Matthäus 25,31-46 im Werk des Johannes Chrysostomos. Ein Beitrag zur Auslegungsgeschichte und zur Erforschung der Ethik der griechischen Kirche um die Wende vom 4. zum 5. Jahrhundert. BGBE 22. Tübingen 1979
- Johannes Chrysostomus. Acht Reden gegen Juden. Eingeleitet und erläutert von Rudolf Brändle, übersetzt von. V. Jegher-Bucher. BGrL 41. Stuttgart 1995
- Studien zur Alten Kirche. Stuttgart 1999
- Johannes Chrysostomus. Bischof – Reformer – Märtyrer. Stuttgart 1999
  - Giovanni Crisostomo. Vescovo, riformatore, martire. Roma 2007
- Ioann Zlatoust. Moskau 2008

### Als Mitherausgeber
- Ekkehard W. Stegemann und Rudolf Brändle: Franz Overbecks unerledigte Anfragen an das Christentum, München 1988.
- Ekkehard W. Stegemann, Rudolf Brändle und Marianne Stauffacher-Schaub: Franz Overbeck, Werke und Nachlass, Band 2: Schriften bis 1880, Metzler, Stuttgart 1994.
- Ekkehard W. Stegemann und Rudolf Brändle: Festheft. Bibelauslegung und ökumenischer Leidenschaft. De l'exégèse du Nouveau Testament à l'engagement oecuménique. Die Beiträge des Wissenschaftlichen Symposiums aus Anlass des 100. Geburtstags von Oscar Cullmann, in: Theologischer Zeitschrift 58/3, Basel 2002, Seiten 193–298.
- Martin Wallraff und Rudolf Brändle: Chrysostomosbilder in 1600 Jahren. Facetten der Wirkungsgeschichte eines Kirchenvaters, Berlin 2008.